# Lucina pensylvanica
Lucina pensylvanica är en musselart som först beskrevs av Carl von Linné 1758.  Lucina pensylvanica ingår i släktet Lucina och familjen Lucinidae. Inga underarter finns listade i Catalogue of Life.